# Broccoli (entreprise)
Pour les articles homonymes, voir Broccoli.
Broccoli Co., Ltd. (株式会社ブロッコリー, Kabushiki-gaisha burokkorii) est une entreprise japonaise située à Tokyo.
Broccoli est une maison d'édition sous le nom « Broccoli Books » mais aussi de création et distribution d'anime avec Studio Madhouse.
En 2007, Broccoli lance sous le titre « Boysenberry Books » les mangas type Yaoi en version anglaise.[réf. nécessaire]

## Anime
- Akuerian eiji de Yoshimitsu Ôhashi
- Aquarian Age: Sign for Evolution de Yoshimitsu Ohashi
- Di Gi Charat (デ・ジ･キャラット, De Ji Kyaratto?) de Koge-Donbo
- First Kiss Story
- Galaxy Angel (ギャラクシーエンジェル, Gyarakushī Enjeru?)
- Little Snow Fairy Sugar de Haruka Aoi
- Pita-Ten (ぴたテン, Pita-Ten?)
- R.O.D the TV de Koji Masunari & Yōsuke Kuroda
- Neppu Kairiku Bushi Lord (熱風海陸ブシロード)

### Mangas édités par Broccoli Books
- Coyote Ragtime Show (コヨーテ ラグタイムショー, Koyōte Ragutaimu Shō?) (États-Unis)
- The world of Disgaea 2
- Honoka Level Up! Vol. 1
- Juvenile Orion (オリオンの少年, Orion no Shōnen?) d'Ashika Sakura
- Kamui (manga)(カムイ) de Shingo Nanami
- Kon Kon Kokon (こんこんここん) de Koge-Donbo
- Koi Cupid de Mia Ikumi
- Nui !  de Natsumi Mukai
- Murder Princess (マーダー・プリンセス, Mādā Purinsesu?) de Sekihiko Inui
- My Dearest Devil Princess (箱入りデビルプリンセス)
- Pandora Hearts (パンドラハーツ, Pandora Hearts?) de Jun Mochizuki
- Sola (manga) de Naoki Hisaya
- Yoki Koto Kiku (ヨキ、コト、キク。, Yoki Koto Kiku?) de Koge-Donbo
  - Manga Yaoi
    - "Cigarette Kisses" (Kuchibiru no Yukue), "Pet on Duty" de Nase Yamato

## Magazine
- Cosmode Usa Cosplay